# 정혜경 (1988년 3월생 아나운서)
정혜경(1988년 3월 21일 ~ )은 대한민국의 아나운서이다. 2010년 MBC에 입사하였으며, 2014년 MBC 기상 캐스터 직위를 퇴하고 프리랜서를 선언하였다. 이듬해 2015년 SBS CNBC에서 프리랜서 뉴스 캐스터를 지내며, 현재 SBS CNBC 부동산 따라잡기의 진행자로 맡고 있다.

## 학력
- 부산 외국어 고등학교 졸업
- 연세대학교 언론홍보영상학부 학사

## 방송
- MBC 《창사 50주년 특별기획 타임》
- MBC 《뉴스데스크》
- MBC 《MBC 이브닝 뉴스》
- MBC FM4U 《K의 즐거운 사생활》
- MBC 표준FM 《이동진의 꿈꾸는 다락방》
- 2014년 한국철도공사 코레일 열차안내방송
- 삼성 사내방송 프리랜서 아나운서
- SBS CNBC 프리랜서 뉴스 캐스터
- OBS 《보톡쇼》